# Batalha de Otumba
A Batalha de Otumba foi um confronto militar travado perto de Otumba de Gómez Farías, México.

## Precedentes
Por volta de março de 1519, Hernán Cortés, com um exército de conquistadores desembarcou na costa leste do México. Cortés havia recebido ordens de subjugar a região (na época dominada pelo Império Asteca) em nome do Reino da Espanha. Através de força bruta e manobras políticas, os espanhóis conseguiram firmar alianças com os povos Totonacas e Tlaxcaltecas (inimigos jurados dos astecas) e assim reuniram um grande exército e então marcharam rumo a cidade de Tenochtitlan, a maior da região. Em novembro, tropas espanholas adentraram na cidade e foram recebidas pelo seu governante, o imperador Moctezuma II. Inicialmente, os conquistadores europeus foram bem recebidos e não houve tantos tumultos, contudo tensões entre as partes escalaram e ao fim de junho de 1520 os nativos expulsaram os espanhóis e seus aliados tlaxcaltecas de Tenochtitlan, no evento que ficou conhecido como La Noche Triste ("A noite triste"). Cortés iniciou então uma retirada até Tlaxcala, enquanto suas forças eram importunadas por guerrilheiros astecas. Foi então que a liderança asteca resolveu pega-los enquanto recuavam.

## A batalha
Após ser expulso da cidade pelos nativos na "Noite Triste", as forças espanholas remanescentes fugiram para as planícies do vale de Otumba, onde eles encontraram uma grande tropa Asteca de no mínimo 20 000 combatentes. Os astecas não conseguiram sobrepujar o inimigo completamente, apesar destes estarem em muito menor número e ainda estarem cansados e famintos. Os espanhóis também usaram muito bem os poucos cavaleiros que tinham, assustando os astecas com ataques frontais.
No final, os espanhóis e os tlaxcalanos conseguiram botar o exército asteca em retirada, após uma violenta batalha. Os conquistadores então se reagruparam e recuperam sua força e mais tarde lançariam novas ofensivas em território asteca.